# Hildson Bentes Lira
Hildson Bentes Lira (Brasil, 11 de diciembre de 1953), también conocido por su apodo Barrote, es un exfutbolista brasileño que se desempeñaba como delantero. Es el máximo goleador de la historia del Aurora con un total de 64 goles oficiales en Primera División.

## Trayectoria

### Inicios en Brasil
En 1977 vistió la camiseta del Nacional Fast Clube, al año siguiente ficha por el Nacional Do Manaus, con el que logra el Campeonato Amazonense. En 1979 vistió los colores del Río Negro.

### Carrera en Bolivia
En 1980 es fichado por el Club Aurora de Cochabamba. En 1981 se distinguió como uno de los goleadores más prolíficos de la liga, terminando cuarto en la clasificación de goleadores con 18 tantos (empatado con Fernando Salinas). El año siguiente marcó 17 goles, llegando esta vez a la quinta posición de goleadores del campeonato. En 1983, gracias a sus buenas actuaciones es fichado por Oriente Petrolero, con el que obtiene el subcampeonato de la liga, siendo el segundo artillero del equipo con 11 tantos. En 1984 finalmente regresa al Aurora donde terminaría su carrera deportiva en 1985.

## Clubes
| Club                | País    | Año         | Partidos | Goles |
| ------------------- | ------- | ----------- | -------- | ----- |
| Nacional Fast Clube | Brasil  | 1977        | 8        | 0     |
| Nacional Do Manaus  | Brasil  | 1978        | 3        | 0     |
| Río Negro           | Brasil  | 1979        | 7        | 1     |
| Aurora              | Bolivia | 1980 - 1982 | 68       | 45    |
| Oriente Petrolero   | Bolivia | 1983        | 26       | 11    |
| Aurora              | Bolivia | 1984 - 1985 | 37       | 19    |

## Palmarés

### Torneos estatales
| Título                | Club               | País   | Año  |
| --------------------- | ------------------ | ------ | ---- |
| Campeonato Amazonense | Nagional Do Manaus | Brasil | 1978 |